# Bataille d'Andrassos
Guerres arabo-byzantines
Batailles
- Mu'tah (629)
- Ajnadayn (634)
- Damas (634)
- Fahl (635)
- Yarmouk (636)
- Jérusalem (636-637)

- Héliopolis (640)
- Nikiou (646)

- Sufétula (647)
- Tahouda (683)
- Mammès (688)
- Carthage (698)
- Oued Nini (698)

- 1re Constantinople (674-678)
- Sébastopolis (692)
- Tyane (~708)
- 2e Constantinople (717-718)
- Andrinople (718)
- Nicée (727)
- Akroinon (740)

- Kamacha (766)
- Invasion de l'Asie Mineure (782)
- Kopidnadon (788)
- Krasos (804)
- Invasion de l'Asie Mineure (806)
- Anzen (838)
- Amorium (838)
- Mauropotamos (844)
- Poson (863)
- Bathys Ryax (872 ou 878)

- Syracuse (877-878)
- Stelai ou 1re Milazzo (880)
- 2e Milazzo (888)
- Taormine (902)
- Garigliano (915)
- Détroit (965)
- Georges Maniakès en Sicile (1038-1040)

- Phœnix de Lycie (655)
- Keramaia (746)
- Conquête musulmane de la Crête (années 820)
- Damiette (853)
- Raguse (866-868)
- Kardia (~872-873)
- Golfe de Corinthe (~873)
- Céphalonie (880)
- Chalcis (~883)
- Thessalonique (904)

- Portes ciliciennes (878)
- Campagnes de Jean Kourkouas (926-944)
- Marach (953)
- Raban (958)
- Andrassos (960)
- Campagnes de Nicéphore II Phocas (956-969)
- Chandax (960-961)
- Alexandrette (971)
- Campagnes de Jean Tzimiskès (~950-975)
- Gués de l'Oronte (994)
- Alep (994-995)
- Apamée (998)
- Campagnes de Basile II (979-999)
- Azâz (1030)

La bataille d'Andrassos ou Adrassos est une bataille opposant les Byzantins, dirigés par Léon Phocas le Jeune et les Hamdanides d'Alep de l'émir Ali Sayf al-Dawla. Elle a lieu en 960 dans un col non identifié des monts Taurus. À l'époque, les Byzantins sont engagés dans la reconquête de la Crète et les Hamdanides en profitent pour envahir l'Asie Mineure qu'ils pillent en profondeur. Toutefois, sur la voie du retour, ils tombent dans une embuscade tendue par Léon Phocas à la passe d'Andrassos. Sayf al-Dawla échappe de peu à la capture ou à la mort mais son armée est annihilée. Cette défaite, qui fait suite à une série de revers d'importance subis par l'émirat hamdanide, marque le déclin définitif de la puissance de celui-ci.

## Contexte
Au milieu du Xe siècle, l'Empire byzantin est parvenu à s'étendre en Orient, aux dépens des émirats musulmans frontaliers. Toutefois, il fait désormais face à la puissance du prince hamdanide Sayf al-Dawla, qui a fait d'Alep sa capitale en 945 et affirme son autorité sur le nord de la Syrie, la plupart de la Jazira et des districts frontaliers encore existants (Thughur). Complètement dévoué à la cause du djihad, il est connu sous le nom de l'« Hamdanide impie » dans les chroniques byzantines et devient l'ennemi principal des Byzantins durant deux décennies. Jusqu'à sa mort en 967, il aurait combattu les Byzantins lors de quarante batailles,.
Au cours de l'hiver 945-946, Sayf al-Dawla reprend l'ancienne pratique musulmane des raids annuels contre les Byzantins. Le premier qu'il lance est d'une ampleur limitée et se termine par un échange de prisonniers,. Durant deux ans, la guerre frontalière s'éteint et ne reprend qu'en 948. Le domestique des Scholes, Bardas Phocas l'Ancien, s'avère un général en chef médiocre. Entre 948 et 950, les Byzantins remportent quelques succès, mettant à sac les forteresses frontalières d'Hadath et Marach. Léon Phocas le Jeune, le deuxième fils de Bardas, se distingue au cours de ces campagnes. Ainsi, en novembre 950, il tend une embuscade à Sayf al-Dawla, qui vient de battre son père, et lui inflige une lourde perte puisque le chef musulman perd 8 000 hommes,,.
En dépit de ce revers, Sayf al-Dawla rejette les offres de paix des Byzantins et poursuit ses raids. Plus encore, il projette de restaurer ses forteresses frontalières de Cilicie et au nord de la Syrie, dont Marach et Hadath. Bardas Phocas tente plusieurs fois de l'en empêcher mais il est à chaque fois vaincu et son plus jeune fils, Constantin, est fait prisonnier. En 955, Bardas Phocas est remplacé par son fils aîné, Nicéphore Phocas,,. Celui-ci démontre rapidement ses talents militaires, aux côtés de son frère Léon et de leur neveu Jean Tzimiskès. À eux trois, ils rétablissent la situation. En 956, Tzimiskès tend une embuscade à Sayf al-Dawla mais l'armée hamdanide, combattant en dépit de pluies torentielles, parvient à repousser les Byzantins. Toutefois, dans le même temps, Léon Phocas vainc et fait prisonnier Abu'l-Asha'ir, un cousin de Sayf al-Dawla, près de Dülük. Hadath est mise à sac en 957, ainsi que Samosate en 958. Jean Tzimiskès remporte une grande victoire contre Sayf al-Dawla peu de temps après et en 959, Léon Phocas pille les terres hamdanides, de la Cilicie à la région de Diyar Bakr (nord de la Haute Mésopotamie), revenant par la Syrie,,.

## Invasion et embuscade
Au début de l'été 960, Sayf al-Dawla sent l'opportunité de raffermir sa position et d'inverser la tendance après ses récentes défaites. Les meilleures troupes byzantines, conduites par le Domestique Nicéphore Phocas en personne, quittent le front oriental pour s'attaquer à l'émirat de Crète. C'est Léon Phocas qui doit combattre les Hamdanides, en tant que Domestique d'Orient (général en chef des armées d'Orient). 
Sayf al-Dawla profite de la situation pour envahir l'Asie Mineure byzantine, à la tête d'une puissance force de cavalerie. Selon les sources, les effectifs varient de 3 000 à 30 000 hommes. Cette armée s'avance sans difficulté jusqu'à la forteresse de Charsianon, capitale du thème du même nom. Elle est mise à sac et sa garnison est massacrée, tandis que la région environnante est pillée, les villages incendiés et leurs habitants souvent capturés. A la fin de l'automne, Sayf al-Dawla rentre enfin vers Alep, transportant son butin et ses prisonniers avec lui. L'historien contemporain Léon le Diacre trace une description lyrique du prince hamdanide. Il le décrit enhardi par son succès et très confiant, chevauchant sa monture au galop, lançant sa lance dans les airs avant de la rattraper habilement,.
Au même moment, Léon Phocas décide encore une fois de s'appuyer sur sa tactique des embuscades pour compenser sa forte infériorité numérique. Par conséquent, il se positionne à l'arrière des troupes musulmanes alors qu'elles sont en plein pillage, attendant leur retour. Là, il est rejoint par les troupes régionales encore présentes, notamment celles du thème de Cappadoce dirigées par le stratège Constantin Maleinos. Cette petite armée occupe l'étroit col de Kylindros, dans l'est des monts du Taurus. En outre, les Byzantins occupent le fort local et se cachent sur les pentes du col. Selon le chroniqueur arabe Abu'l-Fida, il s'agit du même passage emprunté par Sayf al-Dawla à l'aller et plusieurs de ses généraux tentent de le dissuader de l'emprunter au retour. Néanmoins, le prince hamdanide, confiant dans ses forces, traite ces avertissements avec mépris et poursuit sa seule gloire personnelle.
Le 8 novembre 960, l'armée hamdanide commence à franchir le col. Selon Léon le Diacre, « ils s'entassent dans un étroit corridor, brisant leurs formations et doivent franchir les zones les plus pentues du mieux qu'ils le peuvent ». Une fois que l'ensemble de l'armée arabe, dont le train de vivres et les prisonniers sont engagés dans le col et que l'avant-garde et près d'en sortir par le sud, Léon Phocas donne le signal de l'attaque. Au son des trompettes, les soldats byzantins s'élancent en criant contre les colonnes ennemies, leur lançant parfois des rochers et troncs d'arbres depuis les pentes qui les surplombent. Dans l'affrontement qui suit, les Hamdanides sont mis en déroute. De nombreux Arabes sont tués. Selon Léon le Diacre, leurs squelettes sont encore visibles des années plus tard. Plus encore sont faits prisonniers. Jean Skylitzès écrit que tous les captifs comblent l'ensemble des besoins en esclaves des cités et des fermes. Les prisonniers chrétiens sont libérés tandis que le butin, le trésor et l'équipement de l'armée de Sayf al-Dawla sont récupérés,,. L'émir lui-même ne parvient à s'échapper que de justesse. Théophane Continué affirme qu'il est sauvé par un certain Jean, un renégat byzantin, qui lui a donné son propre cheval pour qu'il s'enfuie. Selon Léon le Diacre, il aurait lancé des pièces d'or et d'argent derrière lui pour ralentir ses poursuivants.
De la grande expédition qu'il a mené, Sayf al-Dawla ne revient à Alep qu'avec trois cents cavaliers selon Bar Hebraeus,. Plusieurs généraux importants sont morts ou ont été faits prisonniers. Certaines sources arabes mentionnent les captures d'Abu'l-Asha'ir et Abu Firas al-Hamdani, les cousins de Sayf al-Dawla. Toutefois, la plupart des chroniqueurs et des historiens modernes estiment que ce n'est pas au moment de la bataille d'Andrassos qu'elles interviennent. Le cadi d'Alep, Abu'l-Husayn al-Raqqi, est tué ou fait prisonnier lors de la bataille selon différents récits et Bar Hebraeus parle aussi des morts des généraux Hamid Ibn Namus et Musa-Saya Khan,. Dans le même Léon Phocas libère les prisonniers byzantins après leur avoir procuré des provisions. Il ramène le butin et les prisonniers arabes à Constantinople où il célèbre un triomphe à l'hippodrome,. En effet, cette victoire reçoit un écho très important à l'époque, provoquant de grandes célébrations au sein de l'Empire et des manifestations de tristesse dans les cités syriennes. Elle est mentionnée par toutes les sources de l'époque et le traité byzantin De velitatione bellica en fait un exemple d'embuscade réussie.

## Conséquences
Après cette déroute, Sayf al-Dawla a besoin de temps pour retrouver ses forces. Toutefois, dès qu'il revient victorieux de Crète à l'été 961, Nicéphore Phocas reprend l'offensive en Orient. Les Byzantins s'emparent rapidement d'Anazarbe en Cilicie et mènent une entreprise de pillage et de dévastation dans la région, pour en chasser les musulmans. Les tentatives de Sayf al-Dawla pour gêner les Byzantins sont des échecs et Niéphore Phocas, qui aurait réuni une armée de 70 000 hommes, conquiert Marach, Sisium, Duluk et Manbij, sécurisant les cols occidentaux à travers l'Anti-Taurus. L'émir hamdanide envoie Nadja vers le nord, à la tête d'une armée, pour y rencontrer les Byzantins mais ceux-ci l'évitent. Ils se dirigent vers le sud et apparaissent devant les murs d'Alep à la mi-décembre. Après avoir vaincu une troupe hâtivement constituée, ils mettent à sac la cité, à l'exception de la citadelle qui parvient à résister. Les Byzantins s'en vont au début de l'année 963, emmenant avec eux la plupart des habitants comme prisonniers,.
En 963, après la mort de l'empereur Romain II, les Byzantins ne mènent plus d'attaques contre les Hamdanides car Nicéphore Phocas se consacre à la lutte de pouvoir qui débouche sur son arrivée sur le trône. De son côté, Sayf al-Dawla est profondément fragilisé par ses multiples revers, notamment la chute d'Alep. En outre, il est aussi affaibli physiquement car il souffre d'hémiplégie ainsi que de problèmes intestinaux et urinaires l'obligeant à rester alité. De ce fait, sa capacité à intervenir dans les affaires internes de son émirat est réduite. Il doit laisser Alep à son principal ministre, Qarquya et réside surtout à Mayyâfâriqîn les dernières années de sa vie. Désormais, ce sont ses généraux qui conduisent la guerre contre les Byzantins et répriment les rébellions qui se multiplient,. Au cours de l'automne 964, l'empereur Nicéphore repart en campagne en Orient. Il assiège Mopsueste mais ne peut s'en emparer. Cependant, il revient l'année suivante et ravage la cité dont il déporte les habitants. Le 16 août 965, Tarse est cédée aux Byzantins par ses habitants. La Cilicie devient une province byzantine et Nicéphore y accroît la présence chrétienne,. En février 967, Sayf al-Dawla s'éteint alors que les Byzantins pénètrent jusque dans la Jazira,. Son fils, Saad el-Dawla lui succède mais l'émirat est profondément instable et il ne parvient à contrôler sa capitale qu'en 977. Dès lors, l'émirat d'Alep déclinant perd peu à peu toute capacité d'action et devient un État tampon entre l'Empire byzantin renaissant et le califat fatimide, la puissance émergente au Proche-Orient.